# Ixora borboniae
Ixora borboniae là một loài thực vật có hoa trong họ Thiến thảo. Loài này được Mouly & B.Bremer mô tả khoa học đầu tiên năm 2009.